# Ženske na vodilnih položajih
Ženske na vodilnih položajih se pri doseganju le-teh soočajo z več preprekami kakor moški. Po podatkih Evropske komisije ženske zasedajo 46 % delovnih mest v EU, v povprečju dosegajo višjo izobrazbeno raven kakor njihovi moški kolegi (34 % jih dosega višješolsko ali visokošolsko izobrazbo, medtem ko je odstotek moških 28 %), a kljub temu ostajajo podreprezentirane na najvišjih delovnih mestih: v upravah podjetij npr. dosegajo okoli 16 % zastopanost (v Sloveniji okoli 20 % za leto 2013). Raziskave na splošno ugotavljajo počasnejše napredovanje žensk, nižje začetne plače in počasnejše naraščanje plač, prav tako so v spolno mešanih skupinah ženske le s težavo prepoznane v vlogi vodje, razen če gre za ženske kolektive .  To  pa ne velja za vse sektorje dela -  Powell in Butterfield sta leta 1994 ugotovila, da so imele ženske v javni upravi presenetljivo celo nekoliko višje možnosti napredovanja do najvišjih pozicij v primerjavi z moškimi kolegi, kar sta pripisala večji zavezanosti enakim možnostim na področju dela.
Veliko raziskav se je ukvarjalo z učinkom steklenega stropa, lepljivih tal in puščajoče cevi, druge pa so želele razložiti razlike med moškimi in ženskami z razlikami v njihovem odnosu do dela in pripravi na kariero.

## Razlike med spoloma v prioritetah in stališčih
V danski študiji so raziskovalci zaključili, da so ženske manj ambiciozne, status in plača sta jim manj pomembna in bolj jih skrbi konflikt med delom in družino. Predpostavljajo, da je to razlog, da ne vlagajo zadostne količine truda v napredovanje. Vendar to nikakor ne more razložiti, zakaj ženske, ki si želijo napredovanja, tega ne morejo doseči z enako količino truda kakor njihovi moški kolegi.

### Samostereotipiziranje in odločanje o izobraževalno-poklicni poti
Raziskovalci ugotavljajo, da ženske izkazujejo manj interesov za zasledovanje karier, ki prinašajo višji ekonomski in socialni status. Poleg matematično-naravoslovnih poti, se v manjši meri odločajo (in kažejo interes) za kariero v politiki, ekonomiji, bančništvu, delo pravnika ali direktorja organizacije. To lahko povežemo s poudarkom na skrbstvenih vlogah pri njihovi socializaciji, izbiro izobraževalne poti (tipično se manj odločajo za matematično-naravoslovne predmete in študijske usmeritve, ki so trenutno v družbi bolj cenjeni in perspektivnejši) in samostereotipizacijo (lastne predstave o svojih značilnostih in s tem povezano odločanje).
Raziskovalci ugotavljajo, da moški višje vrednotijo zaslužek, moč in status vodje, medtem ko ženske bolj cenijo medosebne odnose in odnose pomoči drugim, četudi gre za ženske in moške na enako visokih položajih.
Razlike v vrednotah in samopercepciji moških in žensk so odraz ideoloških razlik, ki reproducirajo razlike med spoloma v socialni hierarhiji. Različna izbira dejavnosti se odraža v različnemu dostopu do resursov in s tem na vpliv žensk in moških v organizacijah.

## Stereotipiziranje in diskriminacija žensk
Nekatere študije so se osredotočale na to, kako stereotipi vplivajo na odločitve kadrovnikov o zaposlenih glede na spol. Ugotavljajo, kako prepričanja že o neznatnih razlikah v karakteristikah med spoloma vplivajo na selekcijo kadra za različne pozicije v organizaciji. Tipične karakteristike moških so se prekrivale s karakteristikami dobrih vodij, medtem ko se tiste od žensk niso, iz česar so zaključili, da ljudje ženskam ne pripisujejo tistih lastnosti, ki naj bi bile potrebne za zaposlene na višjih delovnih mestih.
Teorija socialnih vlog (ki jo je leta 1987 objavila Eagly) poudarja, da se od žensk pričakuje toplina in občutljivost, od moških pa agresivnost in odločnost, ker jih pogosto videvamo v vlogah, ki zahtevajo te kvalitete. Spolna segregacija dela,  temelji na in hkrati podpira spolne stereotipe. Posledično tovrstne dejavnosti nudijo ženskam in moškim okolje, v katerem se urijo v teh spolno predpisanih lastnostih in razvijajo v smer femininosti oz. maskulinosti. Na tak način spolni stereotipi reproducirajo sami sebe, področje dela pa ostaja spolno segregirano in ohranja spolno hierarhijo preko različnega statusa, ki ga družba pripisuje različnim dejavnostim. 
Ženske na vodilnih položajih pogosto trpijo zaradi stereotipov, da ne premorejo tistih karakteristik, ki naredijo uspešnega vodjo. Nieva in Gutek sta za to našla tri možne razloge : 
1. bodisi ženske na vodilnih položajih dejansko nimajo sposobnosti, osebnostnih lastnosti in medosebnih veščin, ki so potrebne za dobrega vodjo (kasneje ovržena hipoteza, glej 4.1.),
2. bodisi so ljudje (ocenjevalci) pristranski v svojih ocenah žensk vodij,
3. bodisi so ženske vodje, kot del kompleksne mreže v podjetju, manj vplivne kot njihovi moški kolegi.

### Pristrano ocenjevanje žensk na vodilnih položajih
Po eni strani so ženske ocenjene kot manj primerne vodje zaradi svojih osebnih značilnosti, po drugi strani pa so ocene žensk, ki uporabljajo antistereotipne (bolj agentne) stile vodenja, bistveno nižje od ocen moških kolegov s tovrstnim stilom vodenja. Nadalje ljudje ženske ocenjujejo kot manj primerne za delovna mesta vodij, saj menijo, da tipične lastnosti žensk niso skladne s tipičnimi lastnostmi dobrih vodij, posledično pa jih (1) kadrovniki ne vidijo kakor dobre potencialne kandidatke za ta mesta, kar vpliva na manjšo dostopnost vodilnih položajev za ženske, prav tako pa ta nekongruentnost vpliva na (2) slabše ocene žensk na vodilnih položajih. 
Raziskovalci so ugotovili, da so bile uspešne menedžerke ocenjene kot bolj sovražne in manj racionalne, kakor moški menedžerji z enakimi opisi. Hyde meni, da na nižje ocene žensk vodij vpliva večja negativna reakcija zaposlenih na tip vedenja, ki se sicer povezuje z uspešnim vodenjem pri  moških.

### Strategije za povečevanje vpliva žensk v organizacijah
Nekateri  avtorji predlagajo, da ženske povečajo svojo moč v organizacijah. To lahko storijo preko:
- vključevanja v za organizacijo pomembne aktivnosti
- sodelovanja v aktivnostih za zmanjševanje nesigurnosti v organizacijah
- nadzora resursov kot so denar, ljudje in informacije

Drugi avtorji pa dajejo poudarek na opolnomočenje.  Namesto povečevanja nadzora v organizacijah, naj po teh modelih ženske povečajo svoj vpliv v organizaciji preko:
- komunikacije s sodelavci
- aktivnega poslušanja
- zaposlovanja močnih ljudi, od katerih naj se ne počutijo ogrožene
- pozitivnih povratnih informacij
- kolegilanosti in demokratičnega vodstvenega stila

## Vključenost žensk v delovno okolje
Lyness in Thompson ugotavljata, da ženske pogosteje poročajo, da niso dobro vključene v delovne kolektive, bodisi zato, ker imajo večje težave s prilagajanjem različnim nivojem menedžmenta, bodisi ker se počutijo manj sprejete s strani sodelavcev in nadrejenih.

## Razlike med spoloma v vodstvenih stilih
Ženske pogosteje uporabljajo demokratične stile vodenja, medtem ko moški pogosteje avtokratične. Medtem ko laboratorijske študije kažejo večje razlike med spoloma, v naravnem okolju prihaja do večjega prekrivanja vedenja moških in žensk na vodilnih položajih, bodisi kot posledica delovnih zahtev in konteksta organizacije bodisi kot posledica tega, da ženske z moškim podobnimi vodstvenimi stili lažje napredujejo na vodstvene pozicije. Razlike v avtokratičnih in demokratičnih tendencah med spoloma pa ostajajo, čeprav ni jasno, ali vplivajo na dejansko vedenje v organizaciji.

### Razlike med spoloma v učinkovitosti vodenja
Metaanaliza študij učinkovitosti vodij v splošnem ni pokazala razlik v učinkovitosti v vodenju glede na spol. Kljub temu pa so bili moški bolj učinkoviti na vodstvenih položajih, ki so bili konsistentni z moško spolno vlogo in ženske na tistih, ki so bili konsistentni z žensko spolno vlogo. Avtorji so zaključili, da je učinkovitost glede na spol odvisna od vrste dejavnosti, ne smemo pa zanemariti tudi velikih medosebnih razlik med posamezniki istega spola. 

## Statistike
Statistike za Slovenijo kažejo, da je ekonomsko aktivnih 53 % žensk nad 15 let in predstavljajo 46 % delovne sile (2011), 11 % žensk je zaposlenih za polovični delovni čas, kar predstavlja 58 % vseh zaposlitev za polovični delavnik (2011). Delež brezposelnosti za leto 2011 je bil enak med moškimi in ženskami (8,2 %), na vodstvenih pozicijah (legislatorji, višji uradniki in menedžerji) pa je leta 2008 bilo žensk 35 %.
Leta 2013 je v Sloveniji v upravnih odborih sedelo 20 % žensk, kar je nad povprečjem EU (16,6 %). Najvišja mesta v centralni banki zaseda 40 % žensk, kar nas uvršča v sam evropski vrh po zastopanosti žensk v centralnih bankah (večjo zastopanost najdemo le še na Finskem, 42 %). Kljub temu pa so v največjih strankah leta 2012 zasedale le 10-20 % vodstvenih mest, kar nas uvršča pod Norveško, Nemčijo, Dansko, Hrvaško, Švedsko, Belgijo, Luksemburg, Avstrijo, Romunijo in Turčijo.